# بروکسل ۲۶۸۹
سیارک ۲۶۸۹ (به انگلیسی: 2689 Bruxelles، نامگذاری:1935CF) دو هزار و ششصد و هشتاد و نهمین سیارک کشف شده‌است که در ۳ فوریه ۱۹۳۵ کشف شد.
قدر مطلق سیارک برابر ۱۳٫۹۰ است.